# Кириївщина
Кириї́вщина —  село в Україні, у Бориспільській міській громаді Бориспільського району Київської області. Населення становить 89 осіб.
Село виникло 1926 року. Тоді у поселенні вже налічувалося 5 дворів та мешкало 26 осіб.

## Населення

### Мова
Розподіл населення за рідною мовою за даними перепису 2001 року:
| Мова       | Кількість | Відсоток |
| ---------- | --------- | -------- |
| українська | 81        | 91.01%   |
| російська  | 8         | 8.99%    |
| Усього     | 89        | 100%     |